# Ricanula integra
Ricanula integra är en insektsart som först beskrevs av Melichar 1898.  Ricanula integra ingår i släktet Ricanula och familjen Ricaniidae. Inga underarter finns listade i Catalogue of Life.